# Tebas (ninfa)
Tebas, na mitologia grega, é uma ninfa, filha de Asopo e Metope.
Metope era filha do deus-rio Ladão e esposa do deus-rio Asopo, com quem teve dois filhos (Pelasgo e Ismeno) e várias filhas. Pseudo-Apolodoro diz que Metope e Asopo tiveram vinte filhas, e menciona Egina e Salamina. Diodoro Sículo diz que eles tiveram doze filhas, e as lista como Córcira, Salamina, Egina,  Peirene, Cleone, Tebas, Tânagra, Tespeia, Asopis, Sinope, Ornia e Cálcis.
Tebas também é mencionada por Píndaro em suas Odes Olímpicas, VI  e citada (indiretamente) nas Odes Ístmicas, VIII, além de alguns fragmentos.
Tebas se casou com Zeto, irmão de Anfião. A cidade de Tebas tem este nome devido a esta ninfa.